# Pozo Izquierdo
Pozo Izquierdo es una playa y una localidad del municipio de Santa Lucía de Tirajana, en la costa sureste de la isla de Gran Canaria, España.

## La playa
La playa de Pozo Izquierdo  o del Arenal es conocida por sus idóneas condiciones para el windsurf, lo que la ha convertido en una de las sedes principales del Campeonato Mundial de Windsurf. 
En Pozo Izquierdo se navega la mayor parte del verano con vientos fuertes desde la izquierda y hacia tierra de 3.2 a 3.7, y con viento más suave pero mayor nivel de olas en invierno.

## Curiosidades
- Pozo Izquierdo debe su nombre a la existencia de un pozo de agua dulce en las inmediaciones de la playa.[2]

- En sus aguas han crecido los campeones del mundo profesionales Björn Dunkerbeck y Daida e Iballa Ruano.